# Veslets
Veslets (bulgariska: Веслец) är en ås i Bulgarien.   Den ligger i regionen Vratsa, i den västra delen av landet, 70 km norr om huvudstaden Sofia.
Omgivningarna runt Veslets är en mosaik av jordbruksmark och naturlig växtlighet. Runt Veslets är det ganska glesbefolkat, med 43 invånare per kvadratkilometer.